# Resia (skivbolag)
Resia var ett svenskt skivmärke, som ägdes av varuhuskedjan Resia och gavs ut mellan 1933 och 1939.
Resia introducerades med etiketterna 4-schlager och 4-melodi (röd eller svart etikett), inspelade och pressade av Kristall i Berlin. Sedan följde 1000-serien (grön etikett), som bestod av utändskt material från Crystalate-koncernen och pressades av Kristall i Berlin. 2000-serien (blålila etikett) består av mycket blandat material, vars ursprung är oklart. 4000- och 5000-serien (svart etikett) består uteslutande av material från Silverton och pressades av Carl Lindström AG i Berlin.
Bland de artister som givits ut av Resia märks Gösta Jonsson, Gösta Kjellertz, Eric Alruni Wilkman, Wilhelm Hamnstedt, Johnny Bode, Leon Liljequist och Hjalmar "Jay" Elwing, som även var företagets inspelningschef åren 1934–1935